# Варшавская мечеть
Варша́вская мече́ть (пол. Meczet w Warszawie) — мусульманское молитвенное (богослужебное) сооружение, расположенное в варшавском районе Вилянув на левом берегу реки Висла на юге польской столицы. Одна из 5 ныне действующих в Польше мусульманских мечетей.

## История

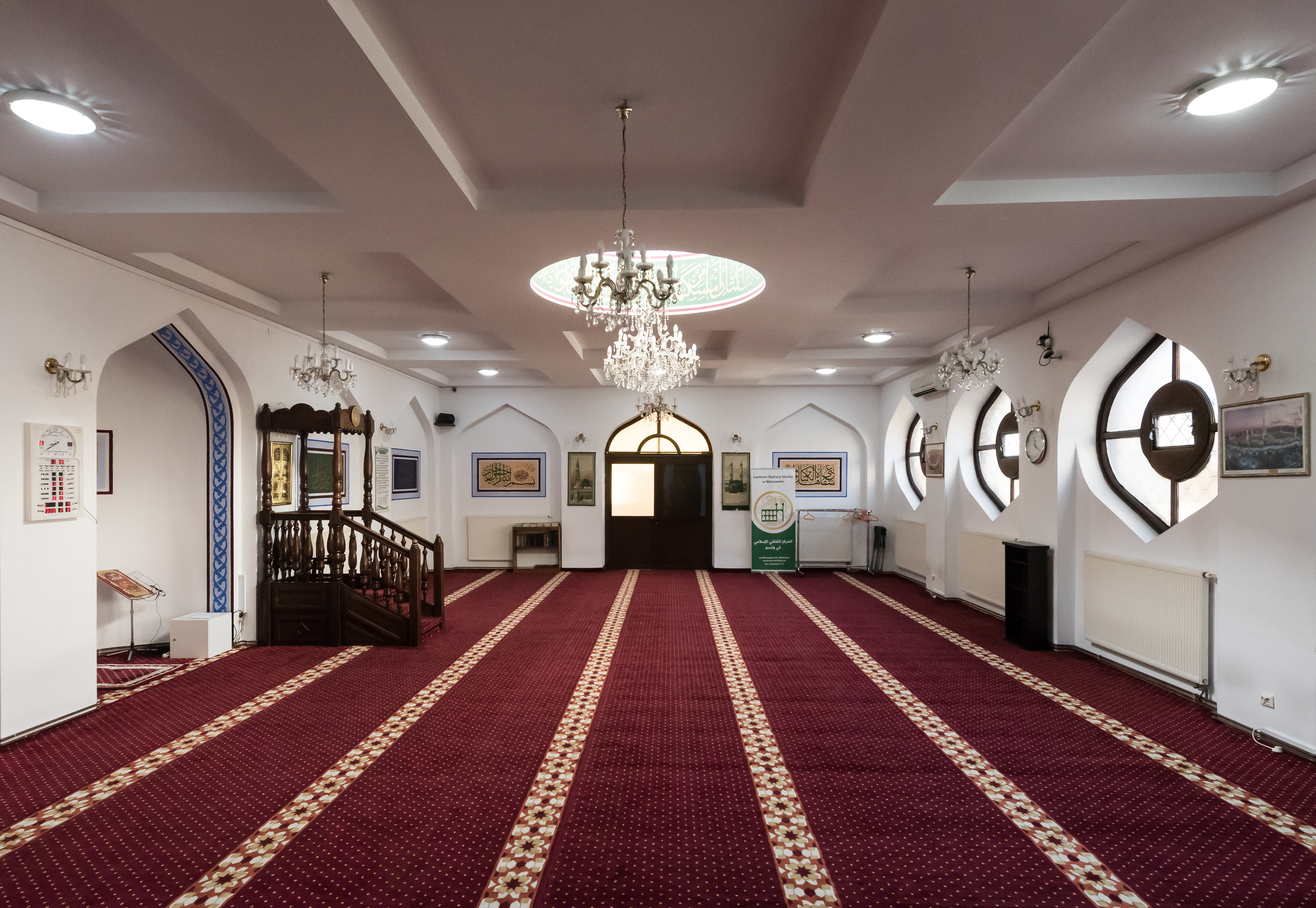
Интерьер мечети

Построена в 1993 году в мавританском стиле без минарета. Постройка мечети в Варшаве планировалась ещё в 1936 году, инициаторами которой были польско-литовские татары, в частности Якуб Шинкевич. Предполагалось строительство молитвенного дома с колоннами и арками, с крышей лукообразной формы, окруженного 4 минаретами. Вторая мировая война помешала планам строительства.
При мечети функционирует центр исламских культурных организаций.